# 米歇尔·阿洛齐
米歇尔·钦文杜·阿洛齐（英語：Michelle Chinwendu Alozie；1997年4月28日—），美国和尼日利亚女子职业足球运动员，司职前锋和后卫，目前效力于休斯顿冲刺足球俱乐部和尼日利亚国家女子足球队。她曾代表尼日利亚参加2024年夏季奥林匹克运动会女子足球比赛。